# Kohlbach (Helmbach)
Der Kohlbach ist ein fünf Kilometer langer rechter Nebenfluss des Helmbachs und dessen längster Zufluss.

## Geographie

### Verlauf
Der Kohlbach entspringt innerhalb der Haardt, wie der Ostrand des Pfälzerwaldes genannt wird, und fließt überwiegend in die nördliche Richtung. Zunächst durchquert er mehrere Waldexklaven von Ortsgemeinden aus dem Landkreis Südliche Weinstraße wie Hainfeld, Edenkoben, Gommersheim, Altdorf, Böbingen und Venningen.
Schließlich durchfließt er den Stausee Helmbachweiher und überschreitet dabei die Grenze zwischen den Landkreisen Südliche Weinstraße und Bad Dürkheim. Kurze Zeit später mündet er auf Gemarkung der Ortsgemeinde Elmstein auf Höhe des Forsthauses Helmbach von rechts in den Helmbach.

### Zuflüsse
- Bollerbach (links), 2,3 km, 2,23 km²
- Lochbach (links)
- Hollerbach (rechts), 4,9 km, 7,34 km²

## Kultur
Am Bachlauf liegt der mit dem Ritterstein 99 versehene Kohlbrunnen. Sein Name wie der des Wasserlaufes verweisen auf die dort einst betriebene Köhlerei. Weiter südlich steht der Ritterstein 87 Venninger Turm am Zimmerplatz, wo das Holz für den Kirchturm von Venningen geschlagen wurde.

## Tourismus
Im Kohlbachtal steht das Lambrechter Naturfreundehaus, das auch Station des Pfälzer Hüttensteigs ist. Dem Unterlauf folgt außerdem ein Wanderweg, der mit einem grün-blauen Balken gekennzeichnet ist und von Göllheim bis nach Eppenbrunn verläuft.